# Gran Premi de Suïssa femení
El Gran Premi de Suïssa femení és com es coneix de manera formal diferents curses que es disputaven a Suïssa. Algunes de les seves edicions varen formar part de la Copa del Món femenina.

## Palmarès
| Any                     | Vencedora            | Segona               | Tercera             |
| Gran Premi de Suïssa    |                      |                      |                     |
| ----------------------- | -------------------- | -------------------- | ------------------- |
| 1997                    | Yvonne Schnorf-Wabel | Chantal Daucourt     | Nicole Brändli      |
| Gran Premi Guillem Tell |                      |                      |                     |
| 1997                    | Susannah Pryde       | Natalja Yuganiuk     | Zinaida Stahurskaya |
| 1998                    | Zulfia Zabirova      | Elsbeth van Rooy     | Zita Urbonaite      |
| Final d'Embrach         |                      |                      |                     |
| 1999                    | Anna Wilson          | Hanka Kupfernagel    | Arenda Grimberg     |
| 2000                    | Pia Sundstedt        | Fabiana Luperini     | Mirjam Melchers     |
| Gran Premi de Suïssa    |                      |                      |                     |
| 2001                    | Susanne Ljungskog    | Fabiana Luperini     | Edita Pučinskaitė   |
| 2002                    | Svetlana Bubnenkova  | Simona Parente       | Priska Doppmann     |
| Campionat de Zuric      |                      |                      |                     |
| 2008                    | Giorgia Bronzini     | Tatiana Guderzo      | Fabiana Luperini    |
| 2009                    | Jennifer Hohl        | Jessica Schneeberger | Monica Holler       |
| Gran Premi de Suïssa    |                      |                      |                     |
| 2009                    | Christiane Söder     | Jeannie Longo        | Emma Pooley         |
| 2010                    | Emma Pooley          | Judith Arndt         | Jeannie Longo       |